# Sebúlcor
Sebúlcor est une commune de la province de Ségovie dans la communauté autonome de Castille-et-León en Espagne.

## Sites et patrimoine
- Couvent Nuestra Señora de los Ángeles de la Hoz del Río Duratón (es)